# Zákon o inspekci práce
Zákon o inspekci práce upravuje zřízení a postavení orgánů inspekce práce jako kontrolních orgánů na úseku ochrany pracovních vztahů a pracovních podmínek, působnost a příslušnost orgánů inspekce práce, práva a povinnosti při kontrole a sankce za porušení stanovených povinností. Zákon zřizuje Státní úřad inspekce práce se sídlem v Opavě a oblastní inspektoráty práce, které jsou správními úřady.

## Systematika zákona
- Část první: Všeobecná ustanovení (§ 1–2)
- Část druhá: Působnost a příslušnost úřadu a inspektorátů (§ 3–6)
- Část třetí: Práva a povinnosti při kontrole (§ 7–9)
- Část čtvrtá: Přestupky a správní delikty právnických osob (§ 10–37)
  - Přestupky (§ 10–20a)
  - Přestupky na úseku výkonu umělecké, kulturní, sportovní a reklamní činnosti (§ 21–22)
  - Správní delikty právnických osob (§ 23–34)
  - Společná ustanovení o přestupcích a správních deliktech právnických osob (§ 35–37)
- Část pátá: Společná, přechodná a závěrečná ustanovení (§ 38–50)
- Příloha: Označení, sídla a působnost oblastních inspektorátů práce